# Dicentrines limbatus
Dicentrines limbatus är en skalbaggsart som beskrevs av Marc Lacroix 1997. Dicentrines limbatus ingår i släktet Dicentrines och familjen Melolonthidae. Inga underarter finns listade i Catalogue of Life.